# Gunnera
Gunnera — єдиний рід трав'янистих квіткових рослин родини гунерових, що включає 63 види. Деякі види цього роду, а саме види підроду Panke, мають надзвичайно великі листки. Види роду по-різному поширені в Латинській Америці, Австралії, Новій Зеландії, Папуазії, Гаваях, острівній Південно-Східній Азії, Африці та Мадагаскарі.

## Опис
40–50 видів надзвичайно різняться за розміром листя, причому відомий крупнолистий вид належить до підроду Panke. Gunnera manicata поширений у горах Серра-ду-Мар на південному сході Бразилії, є, мабуть, найбільшим видом, із ниркоподібним або майже ниркоподібним листям, як правило, довжиною від 1.5 до 2.0 метрів, не враховуючи товстих, соковитих листкових ніжок, довжина якого може досягати 2.5 метрів. Ширина листової пластинки зазвичай становить 2,5 метри. Лише трохи менший G. masafuerae з островів Хуан-Фернандес біля узбережжя Чилі. Вони можуть мати листя до 2,9 м завширшки на товстих черешках листя довжиною 1,5 м і товщиною 11 см відповідно до Скоттсберга.

## Види
Список видів адаптований зі Всесвітнього контрольного списку вибраних родин рослин:
- Gunnera aequatoriensis
- Gunnera albocarpa
- Gunnera annae
- Gunnera antioquensis
- Gunnera apiculata
- Gunnera arenaria
- Gunnera atropurpurea
- Gunnera berteroi
- Gunnera bogotana
- Gunnera bolivari
- Gunnera bracteata
- Gunnera brephogea
- Gunnera caucana
- Gunnera colombiana
- Gunnera cordifolia
- Gunnera cuatrecasasii
- Gunnera densiflora
- Gunnera dentata
- Gunnera diazii
- Gunnera flavida
- Gunnera garciae-barrigae
- Gunnera hamiltonii
- Gunnera hernandezii
- Gunnera herteri
- Gunnera insignis
- Gunnera kauaiensis
- Gunnera killipiana
- Gunnera lobata
- Gunnera lozanoi
- Gunnera macrophylla
- Gunnera magellanica
- Gunnera magnifica
- Gunnera manicata
- Gunnera margaretae
- Gunnera masafuerae
- Gunnera mexicana
- Gunnera mixta
- Gunnera monoica
- Gunnera morae
- Gunnera peltata
- Gunnera perpensa
- Gunnera peruviana
- Gunnera petaloidea
- Gunnera pilosa
- Gunnera pittieriana
- Gunnera prorepens
- Gunnera quitoensis
- Gunnera reniformis
- Gunnera saint-johnii
- Gunnera sanctae-marthae
- Gunnera schindleri
- Gunnera schultesii
- Gunnera silvioana
- Gunnera steyermarkii
- Gunnera strigosa
- Gunnera tacueyana
- Gunnera tajumbina
- Gunnera talamancana
- Gunnera tamanensis
- Gunnera tayrona
- Gunnera tinctoria
- Gunnera venezolana

## Використання
Gunnera perpensa є джерелом традиційної медицини в південній Африці, як для лікування ветеринарних захворювань, так і для людей, переважно при акушерських і травних захворюваннях, а також як пов’язка для ран. Його також їдять різними способами, здебільшого листкові ніжки, квітконоси та листя, свіжими та сирими, бажано без шкірки та клітковини, що, як кажуть, усуває гіркоту, але також варять. Кажуть, що рослина також використовується для виготовлення пива.